# Osiedle Poetów

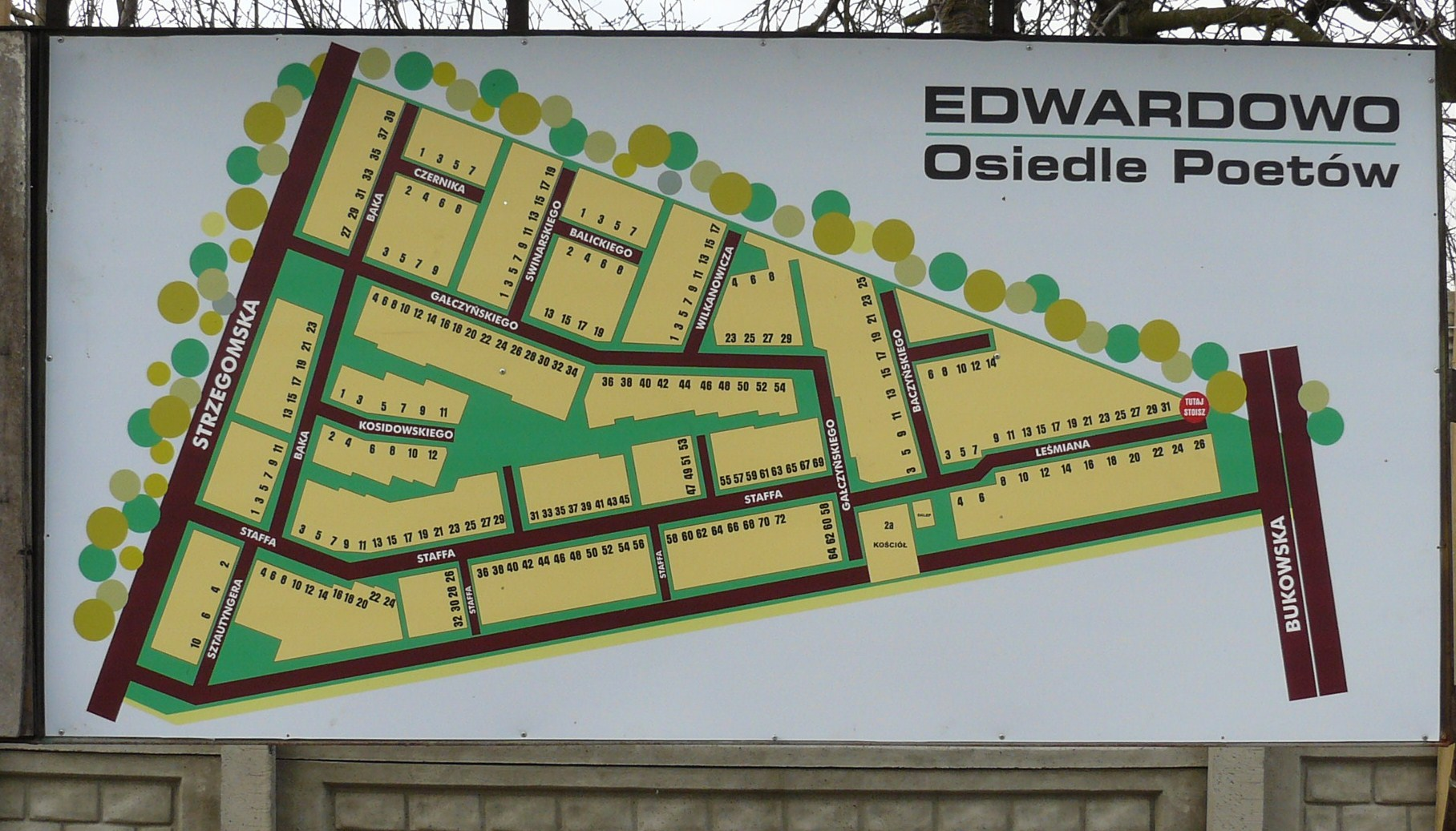
Tablica z planem osiedla - ul. B.Leśmina

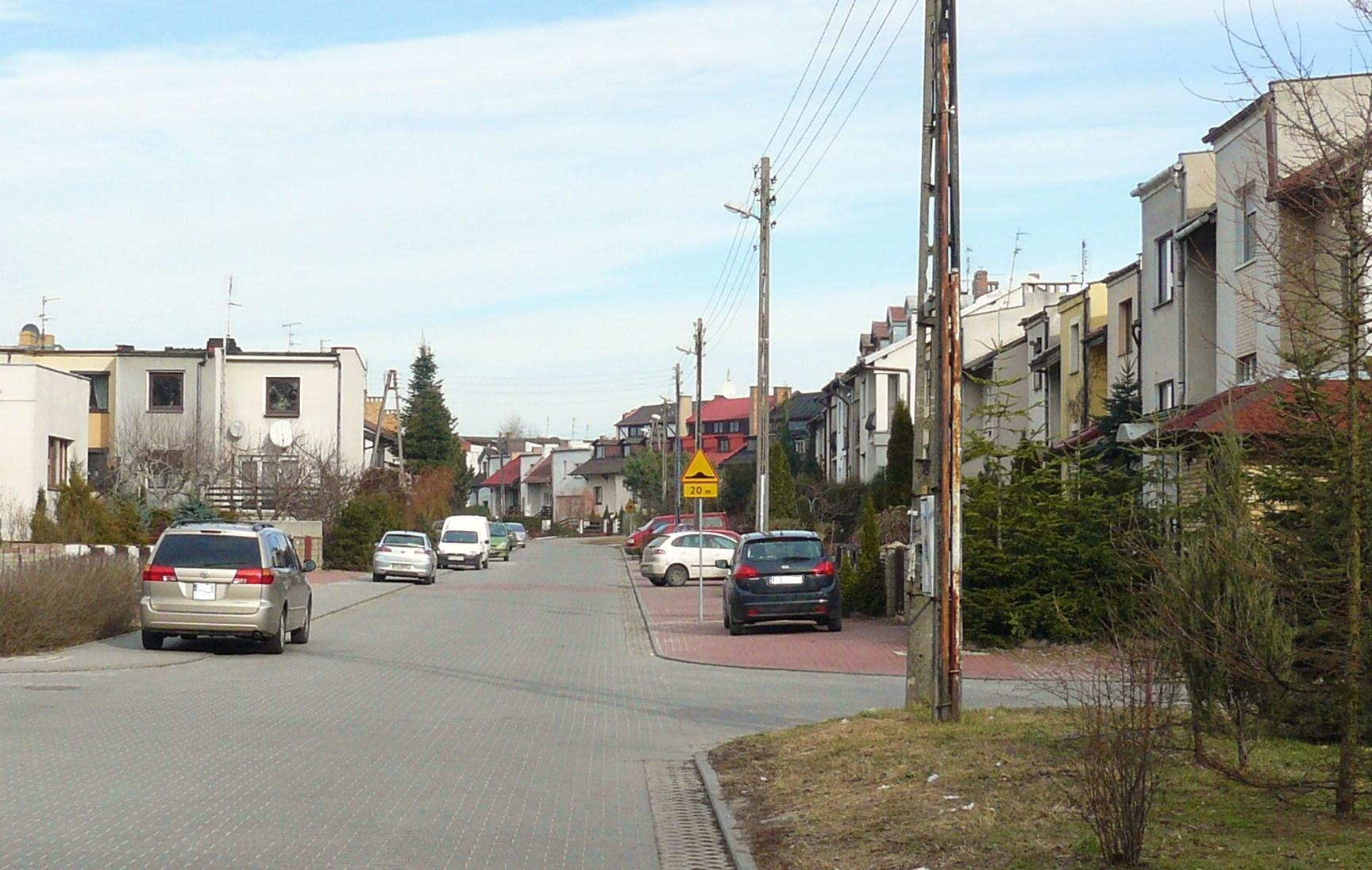
Ulica K.I.Gałczyńskiego - typowa zabudowa

Osiedle Poetów – osiedle domów jednorodzinnych i szeregowych, stanowiące istotny fragment zabudowy Edwardowa w Poznaniu. 

## Charakterystyka
Zlokalizowane pomiędzy ul. Bukowską na północy, projektowaną III ramą komunikacyjną na wschodzie, Laskiem Marcelińskim na południu i tyłami ogrodów działkowych przy ul. Leśnych Skrzatów na zachodzie. Od Lasku Marcelińskiego oddzielona lokalną ulicą Strzegomską, gdzie znajduje się parking dla samochodów osobowych osób odwiedzających Lasek w celach rekreacyjnych. 
Na osiedlu znajduje się kościół Zwiastowania Pańskiego (w lutym 2011 - w budowie, jednak oddany już na potrzeby odprawiania nabożeństw). Infrastruktura handlowo-usługowa prawie nie istnieje - potrzeby tego typu zaspokajane są na pobliskim, większym Osiedlu Bajkowym. 
Toponimia nazw ulicznych wywodzi się od nazwisk polskich poetów, np. Bolesława Leśmiana, Jana Sztaudyngera, czy Stanisława Czernika. Również nazwa całego osiedla nawiązuje do tej tematyki.